# Corbera de Llobregat
Corbera de Llobregat település Spanyolországban, Barcelona tartományban. Lakosainak száma 15 726 fő (2024).

## Földrajza
Corbera de Llobregat Castellví de Rosanes, Gelida, Cervelló, La Palma de Cervelló, Pallejà, Castellbisbal és Sant Andreu de la Barca községekkel határos.

## Népesség
A település lakosságának változását az alábbi diagram mutatja:
| Lakosok száma | 136  | 986  | 1245 | 1397 | 3580 | 11 278 | 13 843 | 14 237 | 14 822 | 15 726 |
|               | 1717 | 1887 | 1936 | 1960 | 1986 | 2004   | 2009   | 2014   | 2019   | 2024   |